# Línea de alta velocidad Antequera-Granada
La línea de alta velocidad Antequera-Granada es un ramal de alta velocidad en servicio en la Comunidad Autónoma española de Andalucía. Forma parte del Eje Ferroviario Transversal de Andalucía y de la Red Transeuropea de Transporte. Discurre en paralelo a la línea Fuente de Piedra-Granada.
Construida en doble vía de ancho internacional electrificada a 25 kV con una velocidad máxima de 300 km/h, conecta Granada con el resto de la red española de alta velocidad a través de la línea de alta velocidad Córdoba-Málaga.
En septiembre de 2013 el Ministerio de Fomento anunció que la alta velocidad llegaría a Granada antes de la finalización de la construcción de esta línea. Se aprovecharán 30 kilómetros del trazado de la línea convencional entre Quejigares y Tocón. De esta forma el viaje entre Madrid y Granada durará 3 horas y 05 minutos, que son 20 minutos más del tiempo previsto anteriormente. En diciembre de 2017 se iniciaron las primeras pruebas con trenes sobre las nuevas vías. El 25 de septiembre de 2018, Adif finalizó las pruebas de seguridad dejando la línea en manos de Renfe para las pruebas de material, formación de maquinistas, etc. La línea se puso finalmente en servicio el 26 de junio de 2019.

## Recorrido
Entre Antequera y Granada la línea transcurre en paralelo a la línea Fuente de Piedra-Granada. La orografía es bastante suave en los extremos, atravesando la Vega de Antequera y la Vega de Granada sin apenas accidentes geográficos. Entre ambas llanuras el terreno es mucho más complicado, en especial en Loja donde en valle del río Genil se estrecha hasta el punto de que la ciudad ocupa todo el terreno llano disponible.
En trazado comienza bordeando por el norte la ciudad de Antequera, muy próximo a la línea antigua, para separarse en torno a Archidona. Desde entonces ambas líneas discurren separadas, bordeando el terreno, hasta después de Loja. Entre Loja y Huétor Tájar ambas líneas vuelven a circular juntas, y seguirán haciéndolo hasta su finalización, ya que durante todo este tramo el trazado original es sensiblemente recto y con una pendiente muy suave. El trazado bordeando la Vega de Granada por el norte es diferente a que utiliza la autovía A-92, que con el mismo recorrido circula por el centro de la vega, junto al río Genil.
La línea dispondría de dos estaciones nuevas, la de Antequera, situada junto al casco urbano y que sería la segunda estación de alta velocidad del municipio junto a Antequera-Santa Ana, y la de Loja, situada al sur del municipio y a mayor altitud, junto a la A-92. A estas se añadiría una nueva estación de Granada situada en el mismo lugar que la actual. Además, se dispondrían de varios PAET necesarios para la explotación de la línea.
Al salir de Antequera hacia el oeste la línea se dividirá en dos, formando un nudo con la línea de alta velocidad Córdoba-Málaga. El ramal sur conectaría con la línea en el túnel de Gobantes y sería el utilizado por los tráficos Granada-Málaga, mientras que el ramal norte (considerado parte de la línea principal) conectaría por la parte sur de la estación de Antequera-Santa Ana, siendo utilizado por los tráficos Granada-Madrid y Granada-Sevilla.

## Historia

### La línea convencional
El ferrocarril llegó a Granada en 1866 a través de la línea que conectaba con Bobadilla. Durante varias décadas esta fue la única conexión con la red ferroviaria española hasta que en 1904 se inauguró el ramal Granada-Moreda, que permitió diversificar las salidas de los trenes entre estas dos líneas. En 1985 se llevó a cabo un cierre masivo de líneas de ferrocarril en España. La Junta de Andalucía evitó el cierre de esa línea en un plan que incluía su reforma. Las obras comenzaron en los años 2000 en el tramo Loja-Tocón de Íllora. El tramo que se realizó completamente de nuevo con parámetros de alta velocidad, y aunque en vía única se preparó espacio para permitir una segunda vía y la electrificación de la línea.

### Los planes de infraestructuras

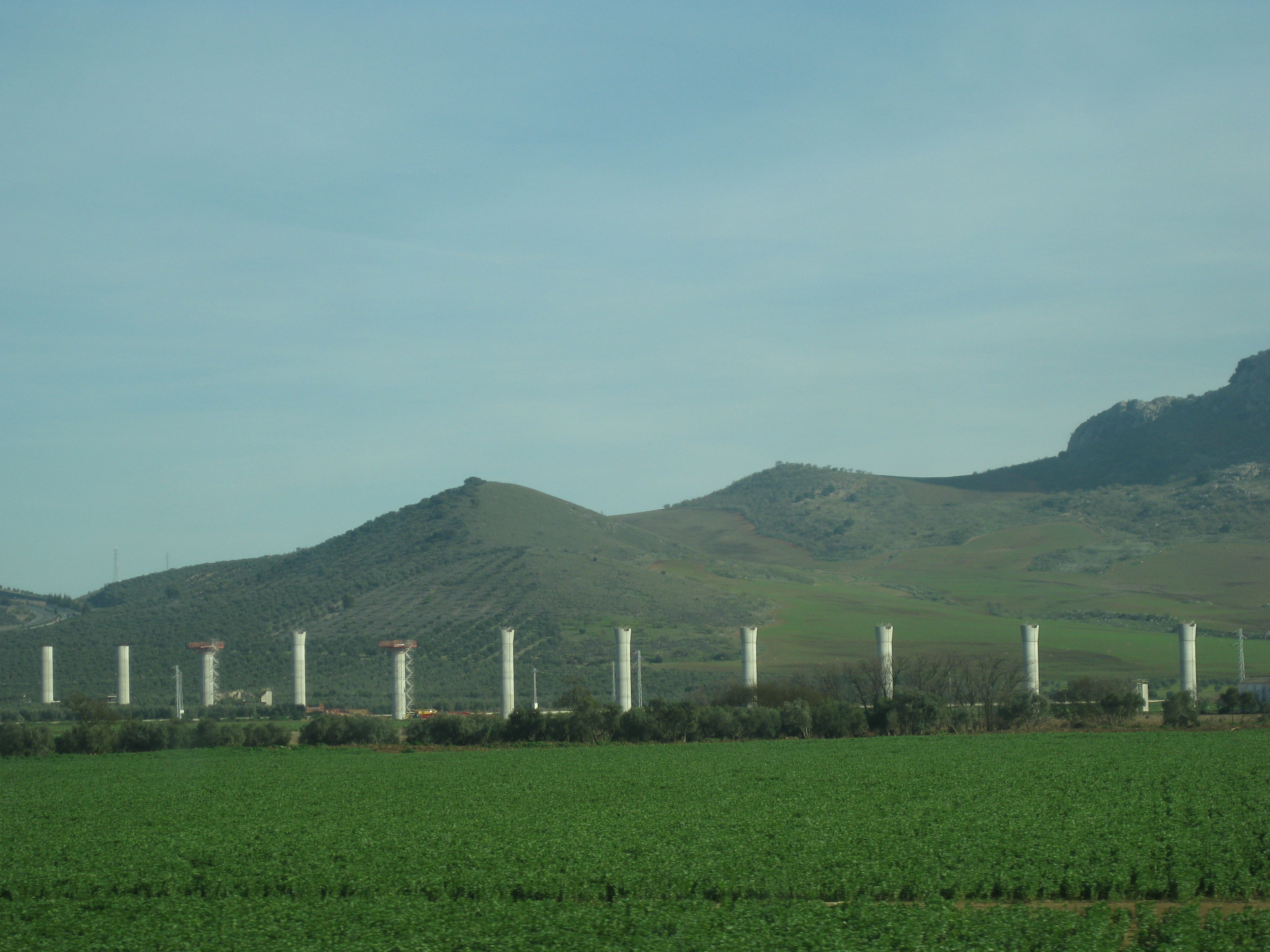
Obras en el entorno de Antequera. Enero de 2013.

El primer plan que preveía una red de alta velocidad en España, el Plan de Transporte Ferroviario de 1987, se basaba en unos pocos ejes principales de alta velocidad y no preveía ningún cambio en las conexiones ferroviarias de Andalucía oriental. En el año 2000, cuando la línea de alta velocidad Córdoba-Málaga ya se encontraba en construcción, el Ministerio de Fomento de Álvarez-Cascos presentó el Plan de Infraestructuras y Transporte 2000-2007, que proponía la propagación de la alta velocidad más allá de las líneas principales.
El plan incluía dos ramales de la línea Córdoba-Málaga, uno que diera acceso a Algeciras y otro que diera acceso a Granada, que partían de un nudo ferroviario localizado en el entorno de Antequera. La línea Antequera-Granada propuesta sería una nueva línea en vía única y estaría finalizada en 2007. La primera piedra de las actuaciones necesarias para la construcción de esta línea fue colocada el 7 de marzo de 2004.
La Junta de Andalucía propone añadir a este plan la construcción de una línea entre Sevilla y Antequera, que permitiría una gran cantidad de conexiones en alta velocidad entre ciudades andaluzas. Con esta nueva línea se crearía un gran corredor transversal en el interior de Andalucía, proyecto que fue denominado Eje ferroviario transversal de Andalucía. El 10 de mayo de 2004 se llegó a un acuerdo entre la Junta de Andalucía y el Ministerio de Fomento de Magdalena Álvarez por el cual el Ministerio se comprometía a llevar a cabo las líneas recogidas en el PIT 2000-2007, y la Junta a completar el eje con la construcción de la línea Sevilla-Antequera que había propuesto. Se previó que en esta nueva configuración, la línea Antequera-Granada necesitaría ser desdoblada en 2032.
Unos meses después, en julio de 2004, y tras numerosas discusiones entre los partidos políticos sobre la opción a elegir, el Ministerio de Fomento anunció que la línea sería construida con dos vías de ancho internacional, y que se producirían pequeños cambios en el trazado.
En 2005 el Ministero de Fomento presentó un nuevo plan de transportes, el Plan Estratégico de Infraestructuras y Transporte 2005-2020. En este plan ya se recogía la nueva propuesta de la Junta de Andalucía, además de mantenerse las líneas anteriores. Se planifica la continuación de la línea hacia el este mediante la línea de alta velocidad Granada-Almería, con un desarrollo independiente al de la línea Antequera-Granada.

### Construcción

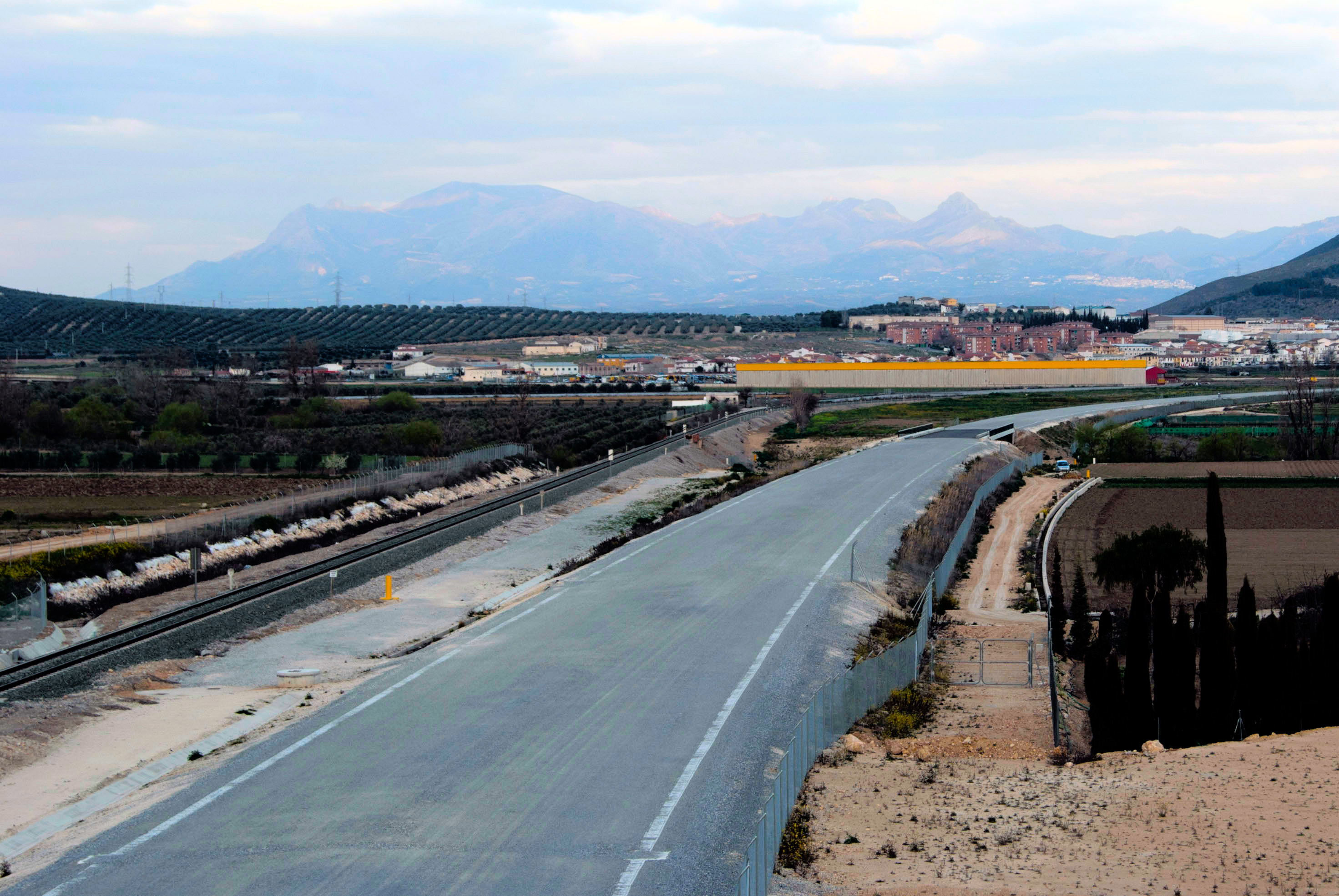
Plataforma terminada junto a la línea convencional en Obéilar.

La construcción de la línea se inicia con la previsión de reutilizar el tramo de la línea convencional que ya fue reformado a principios de los años 2000 en la nueva línea. Los diferentes tramos en los que se divide la obra fueron licitados y adjudicados a partir de 2006. El primer tramo en ser adjudicado fue el Valderrubio-Pinos Puente, el 4 de noviembre de 2006.
Los primeros años de obras se encontraron con varios problemas que obligaron a modificar el trazado inicialmente previsto. En el entorno de Antequera la traza pasaba sobre unos restos arqueológicos que obligaron a reiniciar el tramo. El problema más grave se produjo en Loja, donde el hallazgo de un acuífero impidió la construcción del túnel previsto para atravesar la complicada orografía de la ciudad. Hubo que abandonar todo el trazado previsto al norte de Loja y plantear uno nuevo al sur, en el entorno de la autovía A-92, que suponía modificar unos 20 kilómetros del trazado inicialmente previsto y no poder aprovechar parte del tramo reformado de la vía convencional. Además, el coste sería mayor y obligaría a situar la nueva estación de Loja mucho más lejos del casco urbano. El nuevo trazado comenzó a ser conocido como «variante de Loja».
Los contratos de la construcción del trazado original en esos 20 kilómetros tuvieron que ser rescindidos, después de que se hubieran realizado trabajos por unos 9 millones de euros. La «variante de Loja» fue dividida en 4 tramos, cada uno de los cuales hubo de comenzar todo el proceso burocrático desde el principio, lo que ha provocado que la variante se encuentre en un estado muy anterior al resto de los tramos. Algunas de las fases que requiere un proyecto de este tipo se están realizando paralelamente, como es el caso de la Declaración de Impacto Ambiental y la redacción de los proyectos, para agilizar al máximo su construcción.
Son dos los tramos en los cuales no se ha iniciado la construcción, pues junto a la variante de Loja en el acceso ferroviario a la ciudad de Granada no se han iniciado los trabajos de construcción. Una vez llegado al acuerdo de que la línea llegaría a los mismos terrenos de la actual estación de Granada, pero con la construcción completa de una nueva estación, son numerosas las alternativas que existen en el acceso ferroviario al final de la línea. La elección entre estas diferentes alternativas ha sido objeto de numerosas discusiones entre las diferentes administraciones que tienen competencias en la actuación.
Durante la construcción de la línea se ha informado de que la línea convencional entre Bobadilla y Granada se mantendrá para dar servicio a los trenes de mercancías.
El 26 de mayo de 2018 llega por primera vez un tren de alta velocidad, remolcado por el Tren Séneca; en pruebas a la nueva estación de Granada.

### Corredor Mediterráneo
El 19 de octubre de 2011 fue presentada la nueva edición de la Red Transeuropea de Transporte (TEN-T). La línea de alta velocidad Antequera-Granada fue incluida como parte de la red básica, para dotar de continuación al Corredor Mediterráneo entre Almería y el puerto de la bahía de Algeciras.
La línea forma parte tanto de la red de viajeros como la de mercancías, aunque la línea fue diseñada con pendientes de 25 milésimas, que normalmente se reservan a líneas exclusivamente de viajeros.

## Financiación
La línea recibe Fondos FEDER, por un valor de 600 millones de euros, y ayudas de la Red Transeuropea de Transporte, por valor de 2,3 millones de euros. El coste total previsto se sitúa en torno a los 1.410 millones de euros.